# Matvei Platov

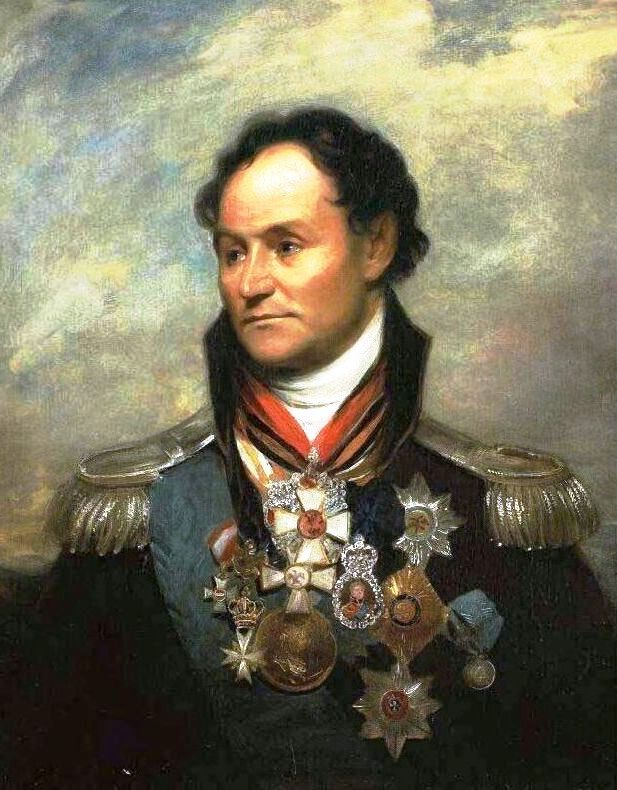
Portretul lui Platov, comandat în 1814 lui William Beechey de către Lordul Beresford

Contele Matvei Ivanovici Platov (n. 8/19 august 1753, Cerkassk⁠(d), Oblast Voiska Donskogo⁠(d), Imperiul Rus – d. 3/15 ianuarie 1818, Taganrog, Imperiul Rus) a fost un general rus care a comandat unitățile cazacilor de pe Don în Războaiele Napoleoniene și a fondat orașul Novocerkassk ca noua capitală a provinciei locuite de cazacii de pe Don.

## Biografie
Platov s-a născut în satul Pribilîanskoe și și-a început serviciul militar în unitățile cazacilor de pe Don în 1766, devenind esaul în 1769. S-a distins în campania din Crimeea din 1771 și a fost numit la comanda unui regiment cazac în 1772. Între 1774 și 1784 a luptat împotriva tătarilor din Crimeea, iar în 1774 și din nou în 1782 a slujit sub comanda lui Aleksandr Suvorov în valea Kuban, Cecenia și Daghestan. În 1790 a fost decorat cu Ordinul Sfântului Gheorghe (clasa a IV-a) pentru participarea sa la capturarea orașului Oceacov, iar după acțiunile militare basarabene de la Cetatea Albă, Tighina și Căușeni a fost promovat la gradul de generalul de brigadă și a primit Ordinul Sfântului Gheorghe (clasa a III-a) pentru victoria obținută în asedierea orașului Ismail. Pentru curajul său în timpul asaltului a fost promovat ataman al cazacilor din Ekaterinoslav și Ciuguev, iar la 12 ianuarie 1793 a fost avansat la gradul de general-maior. În 1796 a primit Ordinul Sf. Vladimir (clasa a III-a) și o sabie de aur pentru curajul dovedit în Campania Persană.
Intrat în disgrația împăratului Pavel I al Rusiei, ca rezultat al zvonurilor răspândite de curtenii împăratului, el a fost exilat la Kostroma și încarcerat mai târziu în Fortăreața Petru și Pavel de la Sankt Petersburg. Cu toate acestea, după ce a constatat că Platov era nevinovat, împăratul i-a acordat Crucea de Comandor a Ordinului Sfântului Ioan de Ierusalim. Reintrarea sa în grațiile împăratului a coincis cu numirea sa la comanda expediției rusești prost concepute din India în 1800. Deși expediția a ajuns doar la Orenburg, Platov a fost promovat la gradul de general-locotenent și a fost numit pohidnii ataman (comandant de campanie) al cazacilor de pe Don, fiind transferat la cartierul general al cazacilor de la Novocerkassk.
După urcarea pe tron a țarului Alexandru I a fost numit ataman al cazacilor de pe Don. În 1805 el a dispus mutarea capitalei cazacilor din Starocerkassk într-o nou loc, care a devenit cunoscut sub numele de Novocerkassk.
În timpul campaniei poloneze din 1806-1807, Platov a comandat un corp de cazaci și a luptat împotriva francezilor în bătăliile de la Eylau, Guttstadt și Friedland, fiind decorat cu ordinele rusești Sf. Gheorghe (clasa a II-a) și Sf. Alexandru Nevski și cu ordinele prusace Vulturul Negru și Vulturului Roșu. În perioada 1808-1809 a luptat împotriva turcilor pe valea Dunării, inclusiv în Bătălia de la Silistra, fiind decorat cu Ordinul Sf. Vladimir (clasa I). La 11 octombrie 1809 Platov a fost avansat la gradul de general de cavalerie. La scurt timp după terminarea campaniei, el s-a întors la cartierul cazacilor de pe Don și a continuat reorganizarea administrației locale a cazacilor.
În 1812 Platov a sprijinit Armata a II-a de Vest a generalului Bagration, cu un corp de cazaci în luptele de la Korelici, Mir și Romanovo, acoperind retragerea armatei spre Moghilev. În timpul contraatacului rus de la Smolensk, Platov a dus o luptă la Molevo Boloto. În Bătălia de la Borodino, împreună cu generalul de cavalerie Fiodor Ușakov, a efectuat o manevră împotriva flancului stâng (nordic) francez, dar nu a reușit să creeze o amenințare eficientă la adresa francezilor, nefiind decorat din acest motiv, deși s-a aflat mai târziu în mod ironic că acest raid a avut un efect dramatic asupra lui Napoleon, determinându-l să nu trimită în luptă Garda Imperială Franceză. Platov i-a hăituit pe francezi în timpul retragerii lor din Moscova în 1812 (pentru care a primit titlul de conte al Imperiului Rus) și, din nou, după înfrângerea lor în Bătălia de la Leipzig din 1813, în Saxonia (vezi Bătălia de la Altenberg, 28 septembrie 1813).
Platon l-a însoțit mai târziu pe împăratul Alexandru la Londra, unde a primit o sabie de aur și o diplomă de onoare de la Universitatea din Oxford. Un portret în mărime naturală a fost pictat de Sir Thomas Lawrence pentru Waterloo Chamber amenajată în Castelul Windsor de către George al IV-lea, care era atunci prinț-regent. Platov s-a stabilit apoi în capitala cazacă Novocerkassk unde a înființat o școală și a fost șeful administrației locale. A murit în 1818, la vârsta de 67 de ani, în Epancițkoe (lângă Taganrog) și a fost înmormântat în Catedrala din Novocerkassk.
Primul monument al lui Platov, care a existat între 1853 și 1923 la Novocerkassk, a fost înlocuit în 1993 cu o copie aproape fidelă. Monumente ecvestre ale lui Platov se află la Novocerkassk, Rostov-pe-Don și Moscova. Gavrila Derjavin a dedicat faptelor de eroism ale lui Platov ultima dintre odele sale. În povestirea Levșa (1881) a lui Nikolai Leskov, cazacul de pe Don Platov este o figură proeminentă, chiar dacă reprezentarea sa în această poveste folclorică este plină de anacronisme.
Un aeroport internațional care deservește orașul Rostov-pe-Don a fost inaugurat în 2017 și denumit Platov.

## Legături externe
- ru  The Dictionary of Russian Generals in Napoleonic Wars
- Platov in Napoleonic wars
- Biography of Platov